# Aristeo Brito
Aristeo Brito (20 de octubre de 1942) es un escritor mexicanoestadounidense en lengua española. Es uno de los autores más importantes de la literatura chicana.

## Biografía
Aristeo Brito nació en la ciudad fronteriza de Ojinaga en el estado de Chihuahua (México), debido a que unos meses atrás, su padre fue encarcelado por no querer alistarse en el ejército estadounidense durante la Segunda Guerra Mundial. Su madre abandonó Presidio, población fronteriza de Texas (EE. UU.) donde el matrimonio se había asentado, para esperar en México a que su marido saliera de la cárcel. Sin embargo, ambas ciudades, Ojinaga y Presidio, formaban una sola unidad dividida por el Río Bravo y donde los miembros de una familia vivían a un lado u otro de la orilla. En 1946, el padre de Brito salió de la cárcel y volvieron a residir en Presidio.
Trabajó en empleos agrícolas y rurales, pero deseoso de cambiar de vida, estudió bachillerato y se unió al llamado Movimiento chicano, que abogaba por una vida y unas condiciones laborales y sociales mejores que las dadas hasta entonces a los hispanos o chicanos. Animado por las publicaciones de obras chicanas tanto en inglés como en español, publica en 1976 en la editorial Peregrinos (entonces única en publicar obras en español) su novela El diablo en Texas, que le reporta un éxito tanto artístico como de crítica, al considerarla un compendio de todas las corrientes argumentales y narrativas empleadas por distintos autores chicanos. Hasta ahora, es su única novela publicada aunque guarda algunos inéditos.
Durante la década de los 70, también trabajó los cuentos y la poesía, reunida en 1974 en un monográfico en la revista Fomento literario de Washington. 
Fue profesor fundador del Pima Community College en Tucson (Arizona), donde creó la revista literaria Llueve Tlaloc y donde trabajó hasta su jubilación. También fue miembro de la Modern Language Association desde donde organizó el estudio académico de los estudios chicanos. Pertenece a la llamada Generación de los 70, junto a Rolando Hinojosa-Smith, Tomás Rivera, Miguel Méndez, Alejandro Morales, Rudolfo Anaya y Ron Arias.
Falleció en su casa en Tucson en la madrugada del 23 de abril de 2018, a los 75 años de edad.